# Lamprochromus dalmaticus
Lamprochromus dalmaticus är en tvåvingeart som beskrevs av Octave Parent 1927. Lamprochromus dalmaticus ingår i släktet Lamprochromus och familjen styltflugor. Inga underarter finns listade i Catalogue of Life.